# دولورس أمايا
دولورس أمايا (بالإسبانية: Dolores Amaya)‏ هي مجدفة أرجنتينية، ولدت في 16 أبريل 1980.

## وصلات خارجية
- دولورس أمايا على موقع الاتحاد الدولي للتجديف (الإنجليزية)
- دولورس أمايا على موقع اللجنة الأولمبية الدولية (الإنجليزية)
- دولورس أمايا على موقع أوليمبيديا (الإنجليزية)